# 卵花甜茅
卵花甜茅（学名：Glyceria tonglensis）为禾本科甜茅属下的一个种。

## 扩展阅读
- 維基物種上的相關：卵花甜茅